# Станковцы (Львовская область)
Станковцы (укр. Станківці) — село в Новороздольской городской общине Стрыйского района Львовской области Украины.
Население по переписи 2001 года составляло 660 человек. Занимает площадь 0,775 км². Почтовый индекс — 81657. Телефонный код — 3261.